# Königshof Erwitte
Der Königshof Erwitte ist eine ottonische Königspfalz in Erwitte im Kreis Soest in Nordrhein-Westfalen. Er lag Im Zentrum von Erwitte südöstlich der Kirche an einem leicht nach Süden zum Hellweg abfallenden Hang.

## Geschichte
Bei archäologischen Ausgrabungen fand man in der untersten Schicht Keramik aus der Karolingerzeit, eine Existenz des Königshofes in dieser Zeit ist aber deshalb noch nicht zwingend erwiesen. Sicher hat er erst in ottonischer Zeit bestanden. Möglicherweise weilte schon König Heinrich I. 930 und 935 in Erwitte, sicher belegt sind Königsaufenthalte aber erst ab 974 für Otto II. Zum letzten Mal hielt sich offensichtlich 1002 mit Heinrich II. ein König auf dem Königshof auf. 1022 lud Bischof Meinwerk König Konrad II. zu Weihnachten nach Paderborn ein, um von ihm den Königshof in Erwitte übertragen zu bekommen. 1027 wurde die Schenkung dann tatsächlich auf den Weg gebracht. 1277 erfolgte die Auflösung des zum Königshof gehörenden Fronhofverbandes und die Verselbständigung des Paderborner Haupthofes in Erwitte. In der Folgezeit wurde der Hof verpfändet oder verpachtet.
In der 1. Hälfte des 17. Jahrhunderts ist ein neues Haupthaus errichtet worden, das im Dreißigjährigen Krieg zerstört wurde. Das Fachwerkobergeschoss des heutigen Gebäudes stammt offensichtlich vom Wiederaufbau nach dem Krieg. Im 17. Jahrhundert sollen noch Mauern unbekannten Alters und Verlaufs auf der Westseite des Hofes gestanden haben.

## Beschreibung
1938 und 1940 haben auf dem Gelände Ausgrabungen stattgefunden, deren Ergebnisse sind aber unpubliziert. Das bei der LWL-Archäologie für Westfalen vorhandene Manuskript lässt aber einige Angaben zu. Der eigentliche Hof soll eine Fläche von 40 × 75 m umschlossen haben. An mehreren Stellen wurde ein bis zu 7 m breiter Spitzgraben aufgedeckt, der in den Felsen eingetieft worden war. An seinem Innenrand wurden Bruchsteinmauern und Pfostenlöcher freigelegt, die auf die Existenz eines versteiften Walles oder einer Mauerbefestigung hinweisen können. Von der Innenbebauung sind nur an einigen Stellen leichtes Mauerwerk und einige Pfosten aufgedeckt worden, die eine Rekonstruktion nicht zulassen. 
Zum Königshof gehörte auch die Mitte des 18. Jahrhunderts abgerissene Johanniskapelle. Das heutige Gebäude des ehemaligen Paderborner Haupthofes auf dem Areal besitzt ein steinernes Unter- und ein Fachwerk-Obergeschoss. Es gehörte nicht zum ursprünglichen Baubestand, denn es reicht über den Spitzgraben hinaus. Sein ursprüngliches Alter ist unbekannt, die Fachwerkkonstruktion stammt aus der zweiten Hälfte des 17. Jahrhunderts.